# Styrdokument
Styrdokument är officiella texter som reglerar, styr och ger vägledning för verksamheter inom olika områden. De är vanliga inom offentlig sektor, särskilt inom utbildning, vård och myndigheter. Exempel på styrdokument inkluderar lagar, förordningar, läroplaner, riktlinjer och policys.
Inom skolan är styrdokument, som läroplaner och kursplaner, avgörande för att definiera mål, värdegrund och riktlinjer för undervisning och bedömning. De säkerställer likvärdighet, kvalitet och rättssäkerhet genom att tydligt formulera vad som förväntas av verksamheten och dess aktörer.
Styrdokument fastställs ofta av regeringar, myndigheter eller organisationer och fungerar som en grund för beslut och verksamhetsutövning. De kan vara juridiskt bindande eller vägledande beroende på deras syfte och innehåll.